# Curly coated retriever
Curly coated retriever är en hundras från Storbritannien. Liksom övriga retriever är den en apporterande fågelhund.

## Historia
Curly coated retrievern anses vara den äldsta retrievertypen och den som står vattenhundarna närmast. Dess ursprung tros vara den sedan 1800-talet utdöda English Water Spaniel (som också gick under flera liknande benämningar). Dessa korsades med St. John's Dog från Newfoundland, som även ligger till grund för alla andra retrievrar. Under 1800-talet räknades curlycoated, wavycoated och smoothcoated som olika hårlagsvarianter av samma ras, ända till omkring sekelskiftet 1800/1900 var det hårlaget mer än härstamningen som avgjorde hur en brittisk retriever skulle klassas på hundutställning. Det var den lockiga retrievern som var den vanligaste under 1800-talet, idag är den ovanligast.
1860 visades curly coated retrievern första gången upp på utställning i Birmingham. De registrerades av den brittiska kennelklubben The Kennel Club från starten 1873. 1890 bildades rasklubben och rasstandarden skrevs.

## Egenskaper
Curly coated retrievern är mer reserverad än sina mest kända släktingar labrador retrievern och golden retrievern.
Det främsta användningsområdet har varit som vattanapportör vid jakt på änder. Den har även använts av fiskare för att apportera redskap. Idag är den vanlig som sällskapshund, dock med ett stort behov av motion och aktivering.

## Utseende
Den har en kort, tät, smålockig päls som är vattenavstötande. Lockarna täcker hela kroppen utom ansiktet och längst ner på benen. Färgen är antingen svart eller leverbrun.